# Berhanou Abebe
Pour les articles homonymes, voir Abebe.
Dr. Berhanou Abebe, né le 14 octobre 1932 à Addis-Abeba et mort le 1er juillet 2008 à Harare au Zimbabwe, est un historien, juriste et linguiste ; haut fonctionnaire et universitaire en Éthiopie. 

## Biographie

### Études
Berhanou Abebe est né le 14 octobre 1932 à Addis-Abeba, capitale de l'Éthiopie ; il est le fils d'Abebe Gedel et Yéshiemebét Welde Aregay. De 1939 à 1946, il étudie à l'école Tafari Mekonnen puis à l'Alliance française. Il intègre le lycée Gebre Mariam, toujours à Addis Abeba et y obtient le baccalauréat en 1953. Il part alors pour la France où il étudie à la faculté de droit de l'Institut de droit comparé et obtient son baccalauréat en droit. En 1957, il intègre l'Institut d'études juridiques de Paris où il travaille sur divers projets de recherche pendant trois ans. De 1961 à 1963, il étudie l'ethnologie historique d'Afrique de l'Est et les sciences de l'administration à l'École pratique des hautes études et obtient une licence ès lettres. En 1965, après deux années à la Sorbonne, son travail préparatoire à la thèse de doctorat porte sur l'évolution de la propriété foncière dans le Shewa du règne de Menelik à  1931. En 1967, il obtient un doctorat d'État ès lettres, toujours à la Sorbonne, pour son travail sur l'histoire sociale de l'Éthiopie des XIXe et XXe siècles.

En plus de son travail juridique et historique, Berhanou Abebe est également linguiste. Il maîtrise plusieurs langues : l'amharique, le tigrinya, le ge'ez, l'afan oromo, le français, l'anglais, l'italien, le latin, le grec et l'arabe.

### Vie professionnelle
De 1958 à 1965, Berhanou Abebe est répétiteur d'amharique à l'Institut national des langues et civilisations orientales à Paris. En 1967, il retourne en Éthiopie où il rejoint l'Institut d'études éthiopiennes (IES) de l'Université d'Addis Abeba comme chercheur et enseignant. Il dirige un temps la section des manuscrits de la bibliothèque. En 1968, recommandé par Tsehafi Tezaz Aklilu Habte-Wold, il est nommé directeur général du «Haile Selassie I Prize Trust», poste qu'il occupe pendant près de six ans. La même année, il est nommé au sein de la Commission nationale d'éducation.

Berhanou Abebe est directeur adjoint de la compagnie du chemin de fer franco-éthiopien en 1972. Il devait en être le premier directeur éthiopien, mais la révolution éthiopienne de 1974 entraîne sa nomination au ministère de la Communication et des Postes. En 1975, il devient chef du département de la conservation du patrimoine (CRCCH) au ministère de la Culture. L'année suivante, il devient membre du Conseil de la science et la technologie dans le même ministère où il fonde et dirige le bureau des relations culturelles internationale. À partir de 1980, et jusqu'à sa retraite en 1997, il enseigne au département d'histoire et de la gestion du patrimoine à l'Université d'Addis Abeba. En 1981, il est nommé chargé des relations extérieures de cette université.
Si 1997 sonne officiellement l'heure de la retraite, Berhanu Abebe reste un chercheur très actif, notamment au sein du Centre français des études éthiopiennes (CFEE) à Addis Abeba. Il y écrit une Histoire de l'Ethiopie, fait partie du comité de rédaction de la revue Annales d'Ethiopie, et coordonne la réalisation d'un dictionnaire français-amharique et amharique-français. Grand amoureux de la langue française, il traduit en amharique le Bateau ivre de Rimbaud. 
En 2007, il est commissaire d'une exposition au Jeu de Paume à Paris, Les Boyadjian, photographes arméniens à la cour du Négus. 
Berhanou Abebe a participé à diverses missions sur le continent africain. Il prend part, aux côtés de Ellen Johnson-Sirleaf, à l'étude commandée par l'Organisation de l'unité africaine (OUA) sur le génocide au Rwanda. Il a été observateur pour l'OUA au cours des médiations en République démocratique du Congo mais également lors des élections au Zimbabwe en 2008. C'est au cours de cette mission qu'il décède à Harare le 1er juillet 2008.

## Publications
Ouvrages
- (fr) Évolution de la propriété foncière au Choa (Éthiopie) - Du règne de Ménélik à la Constitution de 1931, Paris, Imprimerie Nationale, Librairie orientaliste, P. Geuthner, Bibliothèque de l'École des langues orientales vivantes, XXIII, 1971, 270 p.
- (fr) Histoire de l'Éthiopie d'Axoum à la révolution,  Paris, Maisonneuve & Larose, coll. « Monde africain », 1998  (ISBN 2-7068-1340-7)
- avec Éloi Ficquet (dir.), Dictionnaire français-amharique, Addis Abeba, Shama Books, 2003, 524 p.
- (dir.) Dictionnaire amharique-français, Addis Abeba, Shama Books, 2004, 351 p.

Articles
- "Le coup d'État du 26 septembre 1916 ou le dénouement d'une décennie de crise", Annales d'Ethiopie 17, 2001, pp. 309-359.
- "L'expédition anglaise d'Abyssinie (1868) d'après les documents inédits de Louis Armand d'Heudecourt", Annales d'Ethiopie, 18, 2002,pp. 73-142.
- "Montages et truquages photographiques dans L'Éthiopie moderne (1915-1955)", Annales d'Ethiopie, 19, 2003, pp. 19-41.
- "Les Flambeurs d'Hommes. Interrogations croisées sur une réalité devenue mythe", Annales d'Ethiopie, 20, 2004, pp. 13-22.
- (it + am) Berhanou Abebe et Gianfrancesco Lusini, Vocabolario italiano amarico, lingua ufficiale dell'Etiopia, Adis Ababa, Arada books, 2014, 389 p. (ISBN 978-99944-866-4-9).

### Sources
- (en) Biographie de Berhanou Abebe sur le site Ethiopian Review
- (fr) En mémoire de Berhanou Abebe
- (fr) Hommage à Berhanou Abebe (1933-2008) Souvenirs et témoignages rassemblés par François-Xavier Fauvelle, publié par le Centre Français des Études Éthiopiennes, Addis Abeba, 2009.  (ISBN 978-99944-808-3-8)